# Skarpa (architektura)

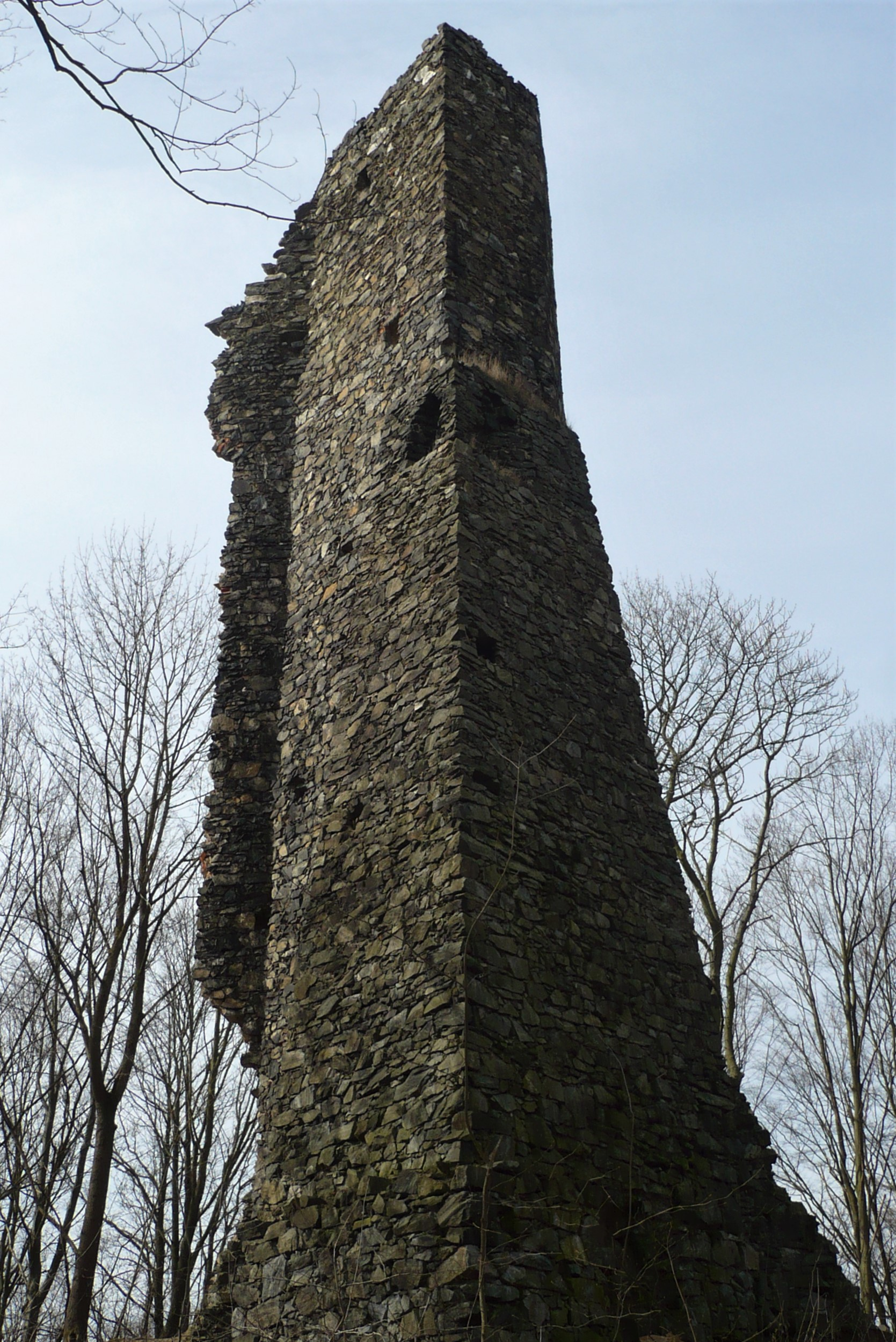
Skarpa wieży na Grodziszczu

Skarpa, szkarpa, przypora – pionowy element konstrukcyjny budowli, mur odchodzący prostopadle na zewnątrz od ściany wysokiego budynku w postaci filara. Zadaniem przypory jest wzmocnienie ściany oraz przenoszenie ciężaru sklepienia (lub sklepień) budowli na podłoże (grunt, fundament).
Oglądany z boku rozszerza się ku dołowi schodkowo lub pochyło. Podtrzymuje ścianę i równoważy siły rozporowe od znajdujących się w środku łęku lub sklepienia. Umożliwia stosowanie dużych, wysokich okien, zajmujących dużą powierzchnię ścian, które przez to traciły swoją funkcję nośną. Stosowany także w budowlach technicznych jak ściany fortyfikacji, kanałów itp.
Szczególnie rozwiniętą postać skarpa przybierała w romańskiej i gotyckiej architekturze kościelnej. Romańskie skarpy były wydatne, masywne, odchodząc dość daleko od podpieranych ścian, natomiast w gotyku skarpy przybrały bardzo charakterystyczne dla tego okresu formy uskokowych ażurowych podpór jeszcze dalej odchodzących od ścian nośnych, tworząc system przyporowy w postaci wielu stopni łęków i filarów przyporowych.
Przyporą nazywane jest także rusztowanie podpierające wychyloną od pionu ścianę i zapobiegające jej zawaleniu.

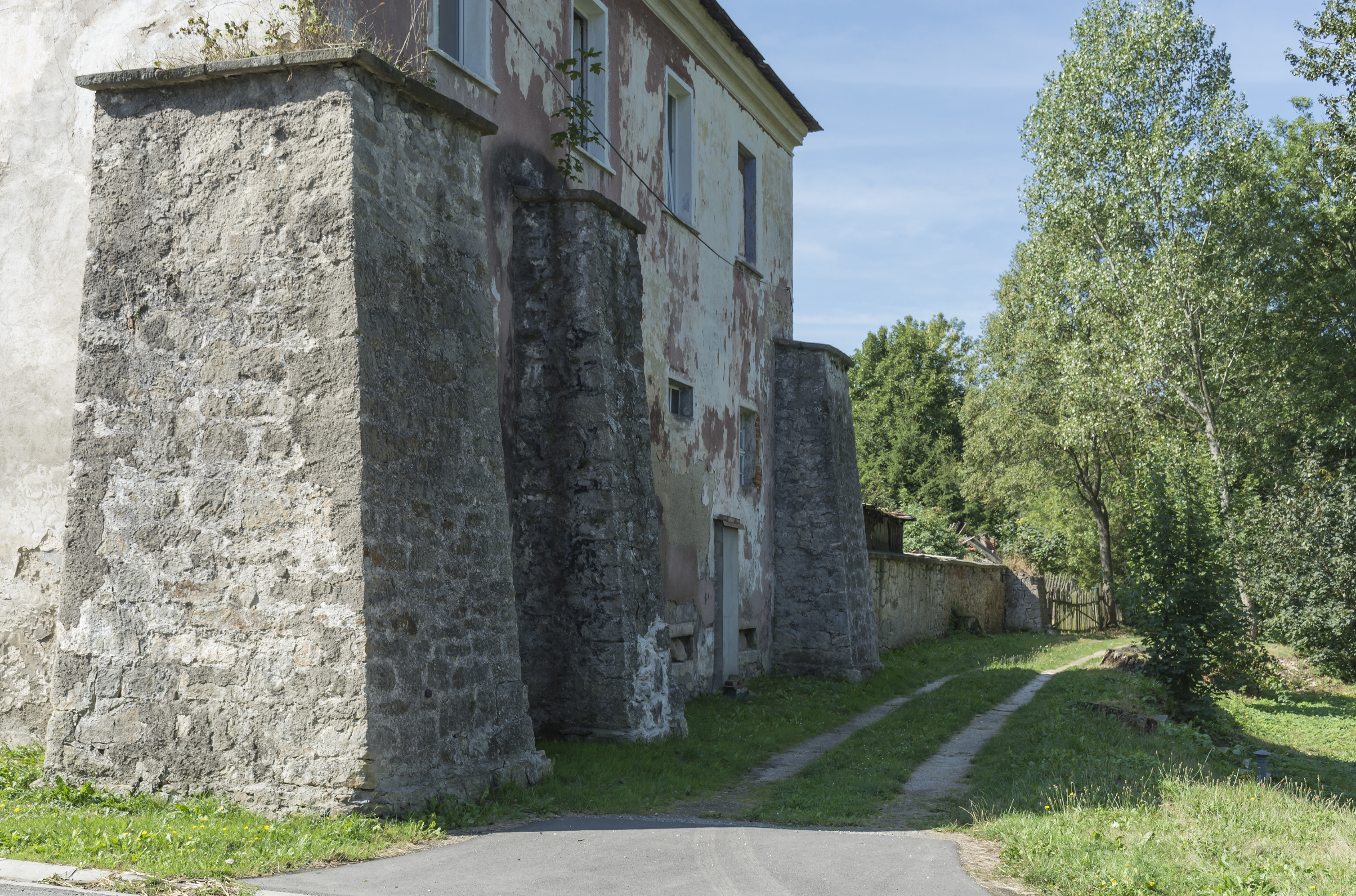
Skarpy dworu w Starej Łomnicy
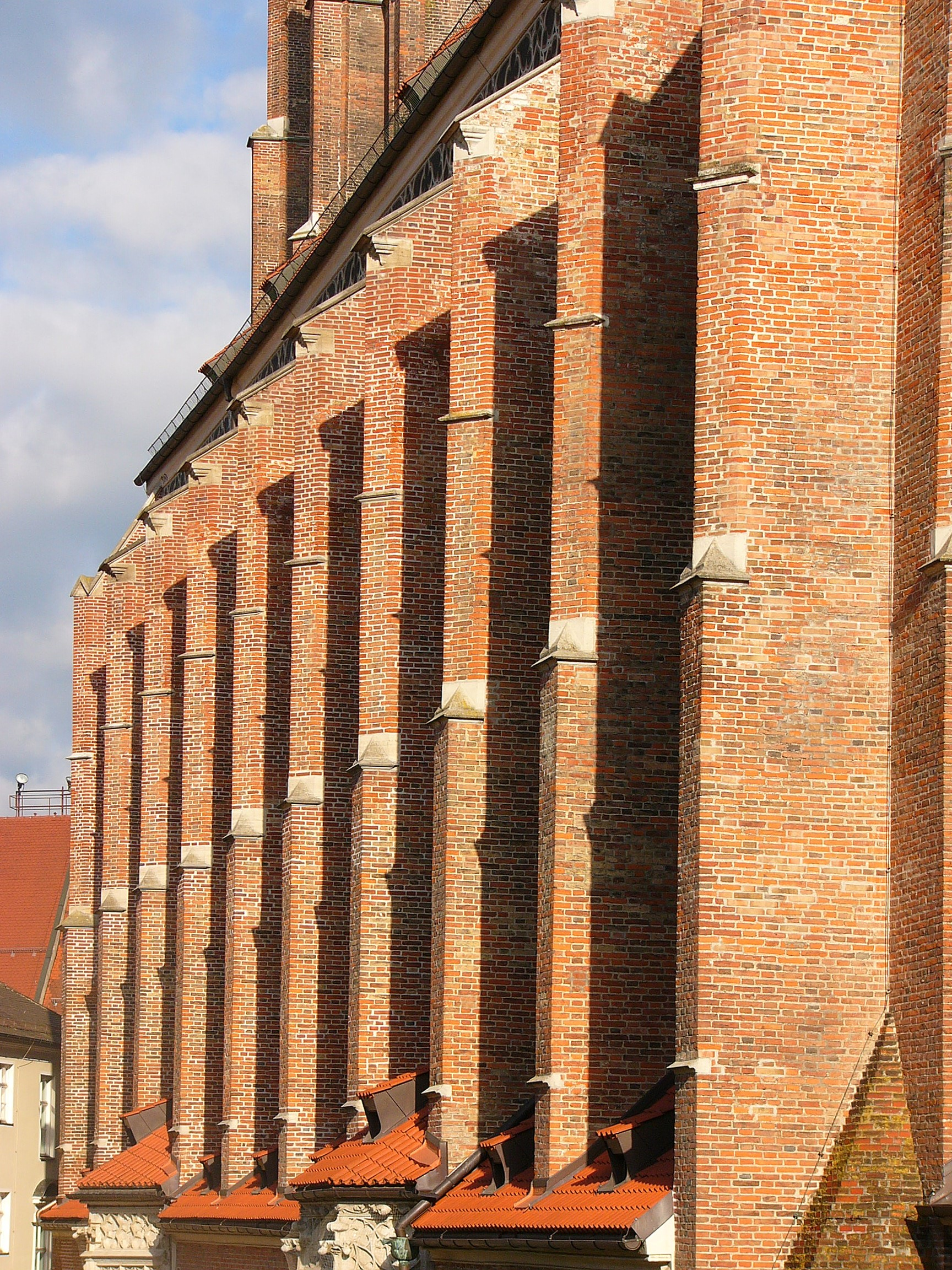
Rząd skarp bazyliki pw. św. Marcina
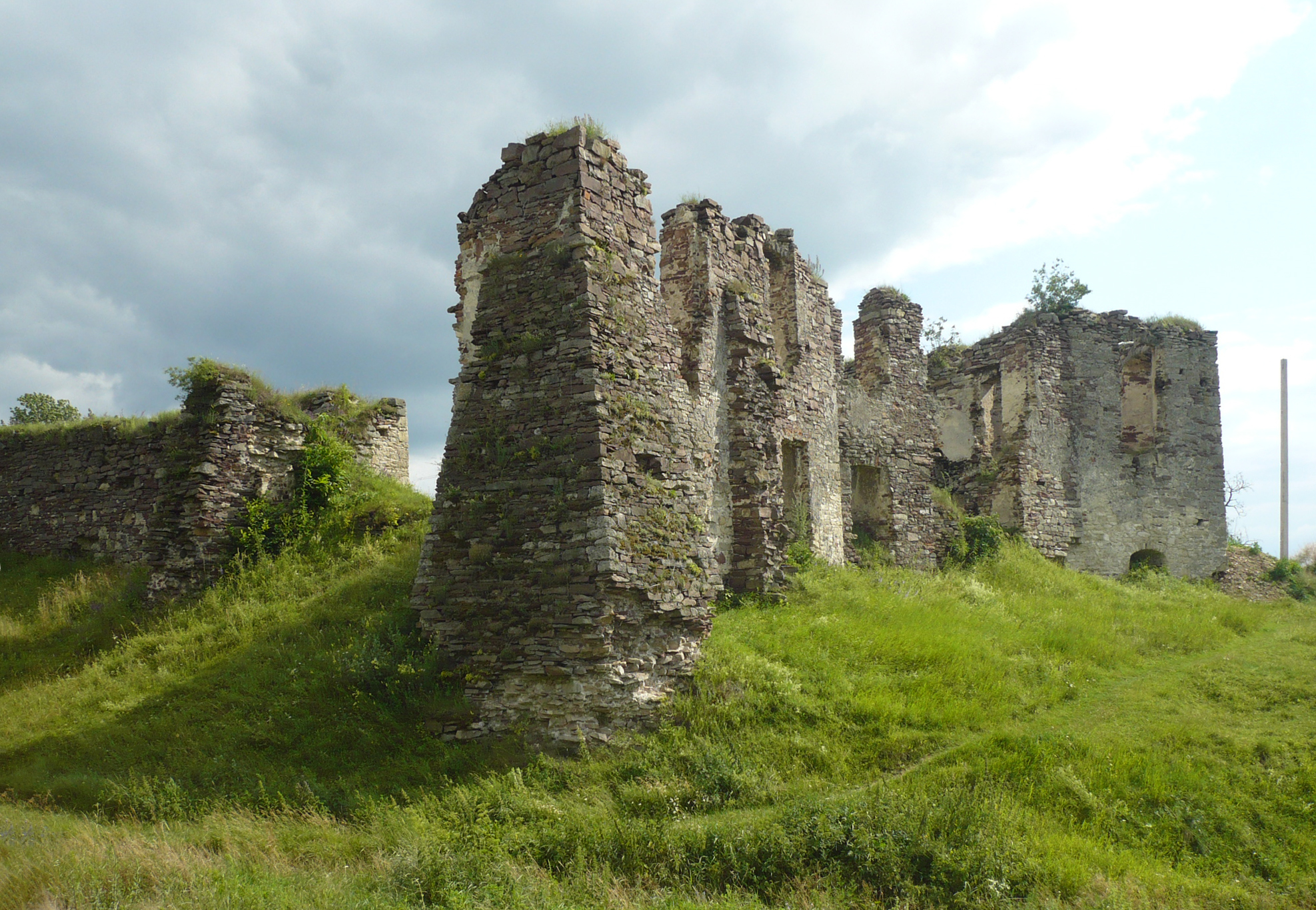
Skarpy zamku w Podzameczku
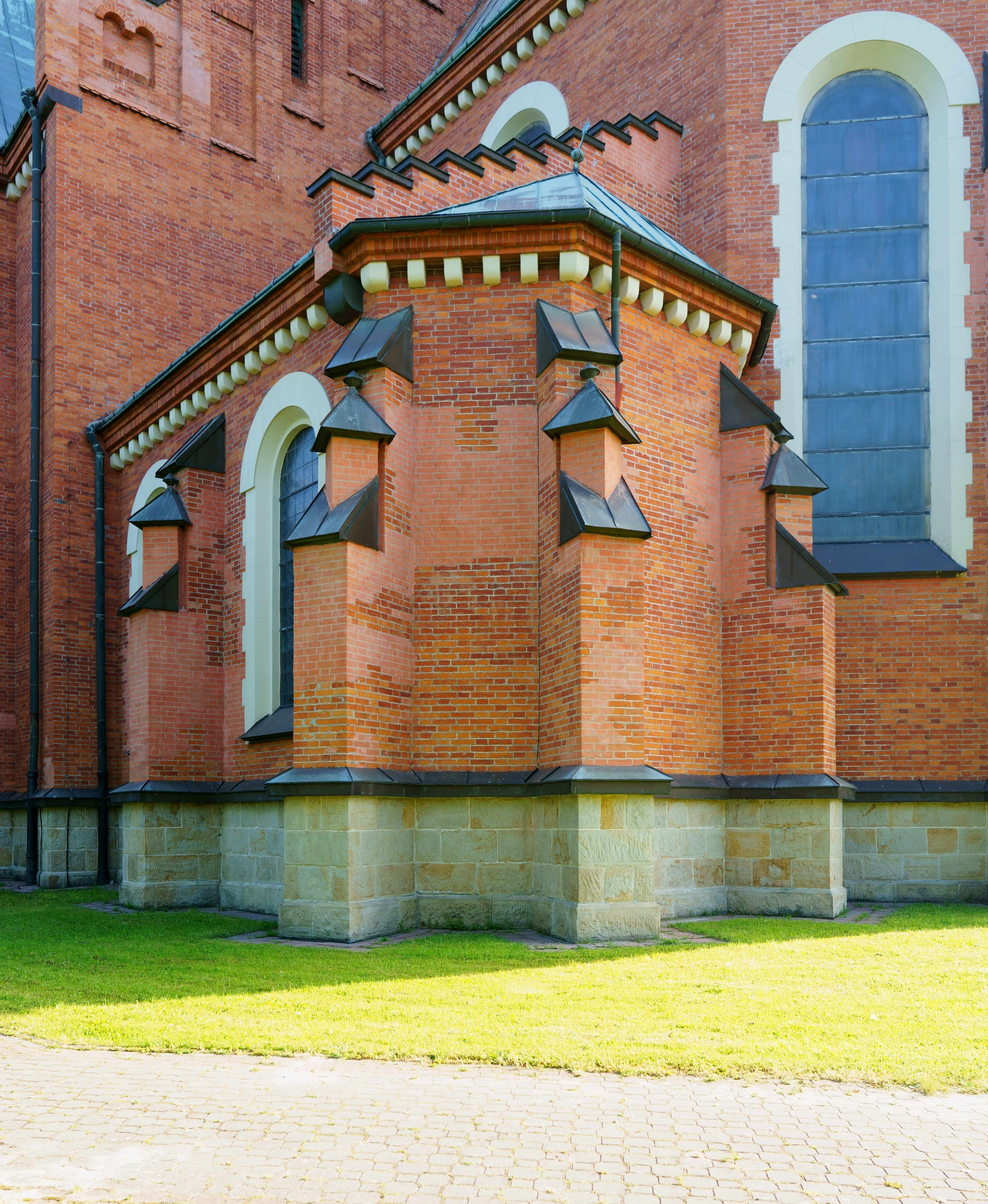
Skarpy kościoła w Porąbce Uszewskiej